# Восток (приток Желоньи)
Восто́к — река в России, протекает по Износковскому району Калужской области. Левый приток Желоньи.

## География
Река Восток берёт начало в урочище Шумово. Течёт на север через смешанные леса. Устье реки находится в 4,2 км по левому берегу реки Желоньи. Длина реки — 13 км. На реке расположена деревня Игумново.

## Данные водного реестра
По данным государственного водного реестра России относится к Окскому бассейновому округу, водохозяйственный участок реки — Угра от истока и до устья, речной подбассейн реки — Бассейны притоков Оки до впадения Мокши. Речной бассейн реки — Ока.
Код объекта в государственном водном реестре — 09010100412110000021108.